# 廖恒吉
廖恒吉（1550年—1609年），字思德，號雲衢，四川省夔州府達州人，軍籍，明朝政治人物。

## 生平
由州學生中式隆慶四年（1570年）庚午科四川鄉試第六十四名舉人，萬曆二年（1574年）甲戌科第三甲第一百零二名進士。历任宁国府知府、浙江温處道兵备副使，二十年十一月升湖广右参政，官至浙江提刑按察使司按察使。。後定居宣城，卒葬北关外官山。

## 家族
曾祖廖文昌；祖廖久興，壽官；父廖完；母程氏。重慶下，妻袁氏，繼妻蔡氏；兄蒙吉，弟逢吉；敦吉；貞吉；占吉；元吉。